# Рудман, Давид Львович
Дави́д Льво́вич Ру́дман (13 апреля 1943, Куйбышев — 8 февраля 2022, Нью-Йорк, Нью-Йорк) — советский самбист и дзюдоист, обладатель 6-го дана ФДР (2019 год), заслуженный мастер спорта СССР (1970), заслуженный тренер СССР по борьбе дзюдо и самбо.

## Биография
Воспитанник заслуженного тренера СССР Николая Петрова.
Один из первых чемпионов мира по самбо (1973). Шестикратный чемпион СССР по самбо в личном зачёте. Двукратный чемпион Европы по дзюдо.
Основатель и почётный президент Центра спорта и образования «Самбо-70», подготовившего чемпионов России и Европы в области боевых единоборств.
С конца 1990-х годов жил в Бруклине (США).
В 2012 удостоен премии «Скрипач на крыше» в номинации «Спорт».
Скончался 8 февраля 2022 года на 79-м году жизни после тяжёлой продолжительной болезни.

## Ученики
- Заслуженный мастер спорта по самбо, трёхкратный чемпион мира по самбо В. В. Астахов;
- Заслуженный мастер спорта по самбо, мастер спорта по дзюдо, двукратный чемпион мира по самбо С. Р. Балачинский;
- Мастер спорта международного класса по самбо М. Ю. Чистов;
- Заслуженный мастер спорта по самбо, мастер спорта по дзюдо, чемпион мира по самбо А. В. Сидоров;
- Заслуженный мастер спорта по самбо, мастер спорта по дзюдо трёхкратный чемпион мира по самбо И. И. Куринной;
- Мастер спорта по самбо, мастер спорта по дзюдо, заслуженный тренер России С. Н. Лукашов;
- Заслуженный тренер России, судья международной категории по самбо А. Н. Филиппов.

## Книги
- Рудман Д. Л. Самбо (1979)
- Рудман Д. Л. Самбо. Техника борьбы лёжа. Нападение. (1982)
- Рудман Д. Л. Самбо. Техника борьбы лёжа. Защита (1983)
- Рудман Д. Л. Самбо. Азбука спорта (1985)
- Рудман Д. Л. Самбо (2000)
- Рудман Д. Л. Самозащита без оружия от Виктора Спиридонова до Владимира Путина (2003)
- Рудман Д. Л. Самбо. Настольная книга будущих чемпионов (2007)
- Рудман Д. Л., К. Троянов Самбо. 1000 болевых приёмов. Книга 1 (2010). ISBN 5-04-056091-5, ISBN 978-5-04-056091-2
- Рудман Д. Л., К. Троянов Самбо. 1000 болевых приёмов. Книга 2. ISBN 5-04-056092-3, ISBN 978-5-04-056092-9